# 機動戰士鋼彈SEED系列世界觀與設定
本列表是有關日本動畫《機動戰士鋼彈SEED》及其續作《機動戰士鋼彈SEED DESTINY》的世界觀與設定。

## 事件

### 重建戰爭
在A.D.紀元末、由於地球的石油資源接近枯竭、環境條件急劇惡化、全世界爆發嚴重的經濟危機。許多國家組成不同的聯合經濟體、使地球劃分為幾大勢力圈。宗教和民族衝突不斷加劇、並最終導致第三次世界大戰。因地球上許多國家進行合并或重組、此次大戰亦被稱為重建戰爭。此後戰爭不斷升級、直至核武器介入中亞克什米爾戰線、形勢才得到扭轉。參戰雙方為核武器的強大力量所震懾、決定採用和平方式解決爭端。重建戰爭最終於C.E.9年結束。

### 血色情人節
C.E.68年，P.L.A.N.T.組建軍隊札夫特（Z.A.F.T.），實際上取得獨立地位；C.E.70年元旦，一名P.L.A.N.T.議會議員遭到藍色宇宙（Blue Cosmos）的襲擊身亡、P.L.A.N.T.為報復中止向地球輸送農產品、導致地球出現世界性的饑荒。
2月5日、原定召開的地球與P.L.A.N.T.聯合會議上、地球方面發生「哥白尼悲劇」、理事國代表與聯合國秘書長以下的聯合國首腦全部死亡。地球聯合認定這是P.L.A.N.T.的襲擊、遂向P.L.A.N.T.宣戰。
C.E.70年2月14日，在P.L.A.N.T.方面，以MS部隊為主力同地球聯合作戰。但在早前有藍色宇宙成員將一發核彈秘密地搬入MA航空母艦羅斯福號。該核彈最終被投入使用，導致120座殖民衛星之一：食物生產殖民衛星尤尼烏斯7號遭受毀滅性破壞，二十四萬三千七百二十一人死亡，造成「血染情人節」之悲劇。薩拉委員之妻蕾諾亞·薩拉亦在此次襲擊事件中喪生。然而地球方面則認為這是P.L.A.N.T.方面的自爆作戰。
2月18日，最高評議會議長西蓋爾·克萊因在悼念「血染情人節」犧牲者的國葬之際、發表《獨立宣言》以及《對地球聯合的徹底抗戰》。（《黑衣獨立宣言》）。並且對未參加地球聯合軍的國家優先提供物資（《克萊因議長的積極中立勸告》）。非P.L.A.N.T.理事國的大洋洲聯合、南美合眾國接受此勸告。
2月22日、P.L.A.N.T.為報復並派出札多（Z.A.F.T.）向地球聯合的橋頭堡、即L1的世界樹進行攻防戰。地球軍投入第1至3艦隊、發生激戰。最終世界樹崩壞、成為碎石帶的塵土。札多（Z.A.F.T.）初次將中子干擾器投入實戰
3月8日，札夫特向南非統一機構（Organization of South African Unity）的維多利亞基地發動第一次維多利亞攻防戰，主要目的攻佔質量投射器「巧手」，這是札夫特首次從軌道上發動空降地面作戰，結果以失敗告終，戰後檢討肇因缺乏地面戰力的支援。
4月1日、「沃洛波羅斯作戰」（Operation Ouroboros）發動，札夫特從地球的衛星軌道上降落散布「中子干擾器」妨礙核反應進行。地球聯合諸國因為「中子干擾器」不能使用核能而受到嚴重的能源危機（「愚人節危機」）。地球聯合窮乏、出現飢荒。人們反對P.L.A.N.T.、調整者的情緒達到頂點。
4月2日，札夫特趁著混亂，發動卡奔塔利亞灣壓制戰。從軌道上把基地設施分批降落到親P.L.A.N.T.國家大洋洲聯合澳大利亞地區的港灣——卡奔塔利亚，並在48小時內完成了卡奔塔利亚基地的基礎建設。聯合軍太平洋艦隊前往迎擊，大敗收場。
5月25日，札夫特（Z.A.F.T.）先於「第一次卡薩布蘭卡海戰」擊敗以歐亞聯邦為主力的聯合軍地中海艦隊，佔領直布羅陀並建設了基地；接著在5月30日時侵攻非洲北岸，於「蘇伊士攻防戰又稱阿萊曼攻防戰」大破歐亞聯邦的戰車部隊，之後進駐非洲共同體。從此札多特支持非洲共同體開始南下，即「非洲戰線」；南非統一機構則依靠聯合的支援，雙方在國界線上鏖戰了相當長一段時間。

### 第八艦隊低軌道會戰
在札夫特军取得G兵器之后，克鲁泽队不肯放弃继续追击“大天使號”，而地球联合派出第八舰队支援“大天使號”。在此战役，第八舰队全军覆灭，“大天使號”进入札多的控制区域。2月13日，在P.L.A.N.T.議會重新商討「沃洛波羅斯作戰」的壓力下，札夫特強化了非洲戰線的軍力。同時維多利亞宇宙港在“第二次维多利亚攻防战”被札夫特給攻佔。

### 阿拉斯加割喉戰
在劳·卢·克鲁泽的说服下，最高评议会新议长帕特里克·萨拉决定展开对阿拉斯加基地的攻击，在此期间，帕特里克与克鲁泽没有向议会提交真正的攻击目标，而是把目标说成是巴拿马。在此条件下，议会决定出兵支持此次战役。
在战斗开始前5分钟，当所有的前线人员收到战斗資訊时，议会才知道攻击目标不是巴拿马，而是地球军第一基地——阿拉斯加。而阿拉斯加在此之前收到情报，将地球军主力部隊送往巴拿马等地，而大天使号和剩下的歐亞聯合舰隊被当做诱饵被抛弃在阿拉斯加，目的是引诱札多军的8成军力，然后启动早已埋伏在阿拉斯加基地下方的大型微波产生装置—独眼巨人系统。
在战斗开始后，穆·拉·福拉卡没有遵从命令，进入地球军阿拉斯加基地的指挥处，并且发现这件事。之后抢夺一架戰鬥機返回大天使号并且上报。
在此同时，在P.L.A.N.T.的基拉·大和听到这个消息，感到十分无力。拉克丝·克莱因在此时帮助基拉，给予其札多军最精锐MS——ZGMF-X10A 自由高達，基拉驾驶它回到地球，并且在最危险关头救下大天使号，并且在得知独眼巨人系统的时候通报给交战双方，但是双方都不信任，所以通告无效。
之后，当主闸门被攻破后数分钟，地球军启动独眼巨人系统，以自爆方式消灭札多军8成的兵力，帕特里克在此战役后异常生气，地球军除大天使号外无一逃出战斗区域。
克鲁泽此举在于挑起双方的怒火，以达到其消灭全人类的目的。

### 巴拿馬攻略戰
阿拉斯加戰役之後，札多不顧兵力的不足發動巴拿馬攻略戰，攻擊地球聯合位於中美洲巴拿馬宇宙港的質量投射器，企圖封死聯合軍通往宇宙的唯一通道。
地球军投入新開發MS——攻擊刃在战场上发挥出色，可以与札多主力兵种——基恩打成平手，甚至超过基恩，但是札多在一开始的时候准备的战术就是使用EMP——电磁脉冲攻击。
在EMP的攻击下，所有的兵器全部无法发挥作用，除了在战役之前特别做了防护的札多军，并且，由于一瞬间受到大量电磁攻击的影响，巴拿马宇宙港的质量投射器被摧毁。
在此战役，札多并没有接收任何一名俘虏，而是全部杀掉，为在阿拉斯加死去的友军报仇。為了這場戰鬥，札夫特特地縮小了非洲戰線，自直布羅陀基地導入大量兵力。

### 歐普解放戰
地球聯合在失去位於中美洲巴拿馬宇宙港的質量投射器之後，轉向要求歐普配合地球聯合的行動，徵用其在「輝夜」的質量投射器，要求歐普阿斯哈代表與高層辭職、議會立刻解散並放棄武力，並給予歐普48小時的考慮時間。在6月13日大西洋聯邦第4海上艦隊南下，在6月14日卡瑟·巴斯卡克等11人離開大天使號。阿斯蘭·薩拉在馬紹爾群島的小島上與馬爾奇歐導師會面。由於歐普首長以堅守中立為由加以拒絕，引發地球聯合進攻歐普。聯合軍新型GAT-X系列機體瘟神鋼彈、禁斷鋼彈和侵略鋼彈初次投入實戰；而歐普秘密開發的MS「M1異端式」同樣初次投入了實戰。最後在6月16日時，寧死不屈的歐普首長與高層在將大天使號與歐普的出雲級MS運輸艦草薙號送上宇宙後，以自爆的方式將歐普的質量投射器及軍事工廠設施全數摧毀。由歐普下議院所選舉出來的臨時政府接受了大西洋聯邦的勸降通告，歐普成為大西洋聯邦的保護國。

### 第三次維多利亞攻防戰
在6月18日時，以歐亞聯邦為主力的地球聯合軍發動「第三次維多利亞攻防戰」，進攻札夫特佔領下的維多利亞基地。由於攻擊刃的大量投入及阿拉斯加戰役之後札夫特地上軍的弱化，戰局向有利於地球聯合的方向發展。數種攻擊刃的衍生機體和新型試作機等也投入了戰鬥，進行實戰評價。而草薙號在軌道上的船體各部份進行大氣圈外的接合，與大天使號一起向L4開始移動。在6月25日，維多利亞宇宙港陷落，自爆裝置也在啟動前一刻被突入的地球聯合特殊部隊給阻止。在被地球聯合軍奪回後，維多利亞就成為地球聯合的主力宇宙港。在此战役之後，地球聯合軍也没有接收任何一名俘虏，而是全部杀掉，並为巴拿馬攻略戰殺死的友军报仇。
在6月26日時，伴隨著地球聯合對維多利亞的奪回，P.L.A.N.T.評議會宣佈加強宇宙戰力。

### 第二次卡薩布蘭卡海戰
在7月24日時地球聯合軍發動「第二次卡薩布蘭卡海戰」，進攻直布羅陀基地，札夫特放棄直布羅陀，開始從歐洲撤退。

### 八八作戰
地球聯合軍在8月8日發動以攻擊卡奔塔利亚基地為最終目標的「八八作戰」。地球聯合軍對大洋洲聯合的攻擊日趨激烈。地球聯合軍將自維多利亞基地送上軌道的MS部隊降下，與來自澳洲內陸的地上部隊及太平洋艦隊以澳洲東、北岸為目標進行夾擊。自此時起，MS、人員、物資從維多利亞宇宙港陸續抵達月球。開始流傳將要發生大作戰的流言。

### 波亞茲攻防戰
在地球聯合軍獲得反中子干擾器的技術資料後，地球聯合軍便組織攻勢即刻攻擊宇宙要塞波亞茲，在此戰中地球軍再次投入核彈。而因為地球聯合軍同時投入戰局的三架新型GAT-X系列機，使得守備隊未能攔截核彈，最終波亞茲在核彈攻擊下淪陷，战后波亚兹被拉克丝等人带头修复作为物资中转站使用。剧场版当中焦耳队保护Plant政要搭乘永恒号逃离Plant之后曾以波亚兹作为临时落脚点。

### 雅金·杜威攻防戰
地球聯合軍在取得製造反中子干擾器的技術資料後，隨即將核彈運用在戰場上，大舉進攻扎夫特的宇宙要塞波亞茲，波亞茲隨即被核彈攻陷。
第一次雅金·杜威攻防戰
C.E.70年4月17日，從月球出發的聯合第5、6艦隊，以攻擊P.L.A.N.T.本國為目標，開始進攻，於P.L.A.N.T.管理下的資源衛星雅金·杜威附近，被迎擊的扎夫特軍擊退。之後P.L.A.N.T.評議會決定將雅金·杜威改造成軍事防禦要塞。
第二次雅金·杜威攻防戰
C.E.71年9月，札夫特利用大殺傷性伽馬射線雷射炮「創世紀」摧毀了地球聯合的月面基地和一半的軍隊。三艦同盟在分析討論創世紀時，知道地球可能會成為目標，並得知地球聯合軍再次攻向雅金·杜威此事後，決心前往阻止。戰事就在創世紀以及控制創世紀的雅金·杜威所屬宙域展開。最後三艦同盟摧毀了地球聯合的核彈艦隊，而「創世紀」也被阿斯蘭·薩拉以正義鋼彈的自爆摧毀，第一次血色情人節戰爭自此宣告終結。

### 天堂基地攻略戰
在扎夫特軍阻止了聯合軍的大型兵器「破滅鋼彈」攻擊歐洲城市後，P.L.A.N.T.最高評議會議長吉伯特·杜蘭朵發表了演說，指出對世界造成威脅的真正敵人是在聯合軍背後支持軍需的複合企業「理法」（LOGOS），並號召各國聯合出兵討伐。由反理法的地球聯合軍、札夫特所組成的聯軍，目標是吉布列等理法成員藏身的冰島「天堂基地」。 
由於理法派的聯合軍一口氣投入了五架「破滅鋼彈」以及對空掃蕩砲「尼伯龍根」，導致反理法聯軍初期損失慘重，但最後在智慧女神號的三架鋼彈型機種的活躍下，讓反理法聯軍最後反敗為勝。

### 歐普攻防戰
其間卡佳里·由拉·阿斯哈為首的阿斯哈家派系在拉克絲·克萊因旗下的私人武裝組織終端機協助下對聖蘭家主導的歐普政權發動政變，重掌政權，並與私人武裝組織終端機合力對抗札夫特軍，同時於歐普全境內搜索洛德·吉布列的行蹤。
最後由於吉布列在一部分叛逃的歐普士兵協助下擺脫搜索、成功逃亡宇宙，加上札夫特軍的總旗艦聖海倫號被大天使號擊沉，接下總指揮的智慧女神號艦長以繼續作戰行動只是打消耗戰和無法確定吉布列在國內為由，選擇退兵。

### 彌賽亞攻略戰
P.L.A.N.T.最高評議會議長吉伯特·杜蘭朵議長在宣佈將實施命運計畫後，隨後以修復的軌道間全方位戰略炮「鎮魂曲」攻擊反對命運計畫的大西洋聯邦總統所在的月面亞爾薩赫基地。
由於歐普是積極反對命運計畫的國家（當時只有歐普和斯堪地那維亞王國公開反對），為避免成為鎮魂曲的下一個目標，由兩年前逃離P.L.A.N.T.的舊克萊因派組織「Terminal」為首，旗艦永恆號和同樣於兩年前脫離地球聯合軍的大天使號（當時編入歐普軍第二宇宙艦隊）為首，與歐普軍及部分反對命運計畫的聯合殘存艦隊还有部分札夫特月面舰队組成聯軍，以摧毀在P.L.A.N.T.彌賽亞要塞防衛下的大規模殺傷兵器鎮魂曲所引發的戰爭。

## 登場組織

### 地球聯合
正式組織名O.M.N.I.，為Oppose Militancy and Neutralize Invasion的縮寫，香港又譯為地球聯邦。是聯合國瓦解後新成立的國際聯合，其中大西洋聯邦、歐亞聯邦、東亞共和國為三大成員國，三大國過去亦為出資興建P.L.A.N.T.的理事國兼宗主國。不過，實際上的領導和發言權落在國力最強大的大西洋聯邦上，然而大西洋聯邦政界多倚靠軍需產業支持，使得軍需產業中心人物對大西洋聯邦有著絕大影響力，進而干涉地球聯合內部的決策。而大西洋聯邦同時也是反調整者、「藍色宇宙」思想最強烈，主張對P.L.A.N.T.強硬的主戰派國家。基本上，地球聯合是以針對P.L.A.N.T.為目的，繼承了聯合國作用的國際聯合組織，各國仍保有著各自的領土、政府、主權與獨立性，政治上並未一元化。
地球聯合軍的構成同樣以P.L.A.N.T.三大前理事國為主體，人類史上首個世界級規模的安保組織，上至將兵制服，下至兵器全部共通規格化。因此，雖然各加盟國的國軍仍保持獨立性，但已無法從兵器的外觀和兵士的服裝上辨別國籍。
表面上各成員國聯合起來，但在暗地裏卻又相互鬥爭，例如在開發MS一事上，大西洋聯邦未知會其他成員國而秘密進行，以圖獨佔技術；在阿拉斯加防衛戰中，又將歐亞聯邦主力部隊作為誘餌，導致其部隊全數被「獨眼巨人裝置」殲滅，引發歐亞聯邦不滿；歐亞聯邦亦曾嘗試秘密開發自國的MS抗衡大西洋聯邦的GAT-X系列，以維持在地球聯合的發言權。而東亞共和國在對P.L.A.N.T.的戰爭中出力不多，意圖保留實力取代大西洋聯邦的地位。
C.E.70年2月7日，地球聯合由大西洋聯邦、歐亞聯邦、東亞共和國、南非統一機構等國組成，不久後大西洋聯邦吞併南美合眾國，歐亞聯邦吞併泛穆斯林會議。
C.E.73年10月3以後，赤道聯合加盟，除歐普聯合首長國、斯堪地那維亞王國仍為中立以外，地球上全部國家加盟。接著的故事中，歐普聯合首長國與斯堪地那維亞王國之後亦加盟。

### 大西洋聯邦
（Atlantic Federation／）
C.E.9年由美國、加拿大、墨西哥、英國、愛爾蘭、冰島和格陵蘭等環北大西洋國家共同組成，首都華盛頓D.C.，地球聯合的主要成員國之一。政體和前美國一樣，經由選舉產生總統作為元首的共和制聯邦國家。總體國力最為強大，在地球聯合內部居於絕對領導地位，各方面均擁有強力發言權，強勢且獨斷的作為時常引起同為地球聯合主要成員國的歐亞聯邦和東亞共和國的不滿。出資興建P.L.A.N.T.的三大理事國之一，過去曾暗地裏將國內大批調整者強制遣送至宇宙為自然人建設衛星殖民地。C.E.70年大戰爆發一週後，為了確保對設有質量投射器的巴拿馬基地之控制，大西洋聯邦以地球聯合之名義悍然出兵吞併了南美合眾國，成為統一整個美洲大陸的超級大國。此舉亦在國際間引發爭議，其中大洋洲聯合更逕行宣布支持P.L.A.N.T.，反對地球聯合。
軍事方面，地球聯合軍初期的量產機攻擊刃，以及第二期GAT-X系列MS均於本國密西根州底特律市的兵工廠開發、生產。同時也是神盾戰鬥系統的開發商洛克希德·馬丁公司，地球聯合軍制空戰鬥機F-7D 先鋒式（Spearhead）的開發商P.M.P社（Propulsion & Machinery Progress），以及FXet-565 宇宙霸者（CosmoGrasper）的開發商Advanced Space Dynamic社等知名軍需產業社的所在地，軍事工業發達。然而，也由於政界和軍界長期接受軍需產業的贊助和支持，中樞逐漸被從事軍需產業的「藍色宇宙」成員把持，反調整者色彩強烈。
境內主要軍事據點有阿拉斯加基地，通稱「約書亞（JOSH-A：Joint Supreme Headquarters-Alaska=阿拉斯加統合最高司令部）」，同時亦為地球聯合軍本部；僅有小說版提及阿拉斯加基地自爆後，聯合軍最高司令部暫時移設至格林蘭基地。位於冰島的天堂基地（Heaven's Base）亦為一大據點，由聯合軍的理法派部隊以及直屬理法的特殊部隊「幻痛」所控制著。C.E.35年時，大西洋聯邦秘密建造月面基地「托勒密」被發覺而遭到國際非難，引發各勢力的軍備競賽，「托勒密」後來成為聯合軍月球艦隊的本部。另外還有北美的加州基地，於南美獨立戰爭期間作為大西洋聯邦前進中南美的據點。
另外，C.E.16年地球上通過了禁止基因操作之調整者誕生的國際法後，C.E.23年派屈克·薩拉於大西洋聯邦極秘地出生。

#### 劇中的動向
SEED
大西洋聯邦於歐普聯合首長國的資源衛星殖民地「海利歐波里斯」極秘開發G兵器，即第一期GAT-X系列與新型戰艦大天使號，試圖建造自己的MS抗衡札多。但C.E.71年1月25日執行出廠作業的任務期間，突遭札多的克魯澤隊襲擊，GAT-X系列五機中有四機被強奪，之後跟大天使號失去了聯繫，直到第八艦隊與之合流。2月13日為了掩護大天使號降落地球，第八艦隊與札多在大氣圈外圍爆發「低軌道會戰」，最終遭到殲滅。
5月8日的阿拉斯加防衛戰中，在地球聯合軍首腦的中樞佔有多數的大西洋聯邦將校（其中有許多藍色宇宙的同情者）事先已搭乘潛艦脫出，待札多攻入基地後遙控啟動「獨眼巨人」裝置將基地自爆，一口氣消滅了札多八成的進攻部隊，這相當於札多在地球上的過半數兵力。但同時也因未事先告知，使得防衛阿拉斯加基地的自軍部隊幾乎全滅，特別是留守軍多為歐亞聯邦的主力部隊。此事令歐亞聯邦非常憤怒，大西洋聯邦對外則發表這場犧牲是札多的大規模破壞兵器所造成。
SEED MSV
大戰結束後的C.E.71年11月，南美宣布獨立，大西洋聯邦派兵阻止，南美獨立戰爭爆發。最後基於尤尼烏斯條約要求各國國界線回復至大戰前的狀態，南美合眾國順利獲得獨立。
SEED DESTINY
前大戰結束後，穩健派的喬瑟夫·柯普蘭以「樹立包含P.L.A.N.T.在內的地球圈統一國家」政見當選總統，反P.L.A.N.T.的輿論因藍色宇宙的弱化而沉靜下來。然而，柯普蘭總統實為被「理法」操控著的傀儡。C.E.73年10月3日，「Break the World（尤尼烏斯7號墜落恐怖攻擊事件）」發生，碎片擊中倫敦，更造成的沉沒，以及反自然人主義的調整者恐怖活動頻發，蟄伏好一段時間的藍色宇宙又開始蠢動。大西洋聯邦再次成為反P.L.A.N.T.急先鋒，並以共同救災、防衛為名義，威脅利誘非地球聯合成員的其它國家締結「世界安全保障條約」，納入聯合的保護之下，形同加盟。
祕密結社「理法」的十位幹部表面上是一群富有的實業家，暗地裏則作為藍色宇宙的支援母體，躲在幕後操控戰爭，社會大眾無人知曉；即便藍色宇宙兩年前失敗而弱化，理法幹部們的影響力依舊深植於大西洋聯邦的軍部。藍色宇宙新盟主兼理法幹部之一的洛德·吉布列為了消滅調整者，強力說服理法眾幹部再次支持藍色宇宙，強行讓大西洋聯邦主導聯合對P.L.A.N.T.宣戰，且第一波攻擊即派遣刃式L部隊向P.L.A.N.T.本國發射核彈。然而到了C.E.74年的戰爭後半期，P.L.A.N.T.最高評議會議長吉伯特·杜蘭朵對全世界揭露了理法的存在，包括聯合軍對歐亞聯邦西側特別是柏林的大屠殺，成功煽動了全世界的反理法、反藍色宇宙情緒。白宮周遭發生大規模群眾反戰示威，各地反理法的武裝暴動蜂起，多數理法幹部遭到群眾襲擊而逃亡，一部份逃亡不及者慘遭私刑殺害。國際輿論亦向P.L.A.N.T.傾斜，東亞共和國更率先成為聯合內部的反理法、反藍色宇宙派，並與P.L.A.N.T.結成反理法同盟。事態至此為之一變，由原先的地球聯合對P.L.A.N.T.的戰爭，遽變為以P.L.A.N.T.為首的反理法同盟對大西洋聯邦的理法派之戰，地球聯合已名存實亡。
吉布列等理法成員逃離各自的祖國，逃往聯合軍最高司令部—位於冰島的天堂基地。反理法同盟軍集結於直布羅陀後全面進攻，天堂基地陷落，除吉布列以外的理法成員均被逮捕。吉布列逃往歐普聯合首長國，引發同盟軍圍攻歐普，此時期聯合軍的理法派部隊與「幻痛」在各地的戰事亦接連失利。國內外情勢一片混亂，又失去了理法支援的柯普蘭總統移駕月面基地亞爾薩赫避難，並發表「理法的所作所為不能代表大西洋聯邦」的求和聲明。最後逃往另一月面基地戴達洛斯的吉布列，獨斷地下令朝P.L.A.N.T.發射威力強大的軌道間全方位戰略炮「安魂曲」，造成P.L.A.N.T.四個殖民地全毀，兩個殖民地半毀的慘劇。札多月軌道艦隊立即進攻「安魂曲」的第一中繼點「佛瑞」，並乘著戴達洛斯的兵力前往防衛「佛瑞」時派遣奇兵突襲戴達洛斯；最終吉布列死亡，鎮魂曲由札多接收並秘密修復。
理法的覆滅終於讓各地的戰事暫時平息下來，杜蘭朵議長緊接著發表「命運計畫」，歐普聯合首長國、斯堪地那維亞王國率先聲明反對。大西洋聯邦呼應反對聲明，柯普蘭總統表示欲與杜蘭朵議長對話，同時亞爾薩赫基地的艦隊出動，似乎不惜以武力反抗。未料基地隨即遭鎮魂曲射擊，包括柯普蘭總統在內等大西洋聯邦高層全數罹難，殘存的月面戰力有一部分參與了後來的彌賽亞攻防戰，之後去向不明。

### 歐亞聯邦
（Eurasian Federation／）
C.E.9年由法國、德國、義大利等國（英國、愛爾蘭除外）共同組成的聯邦國家；控制著地中海、黑海以及整個近東和中東地區，涵蓋北非的埃及，最東到達西伯利亞東部，首都布魯塞爾。地球联合的主要成員國之一，出資興建P.L.A.N.T.的理事國之一，同時也是世界上领土第一大國，不過近年來身為第二強國的地位受到東亞共和國的迎頭趕上而搖搖欲墜。政治上，欧亚联邦并不受蓝色宇宙控制，虽然处于自然人阵营，但联邦内部也并不禁止使用调整者工作人员，例如其特务机构X中的特工卡納得·帕爾斯便是调整者。
境內位於伊比利亞半島的直布羅陀，於C.E.70年5月2日的「第一次卡薩布蘭卡海戰」被札多攻陷，並建設成為其進攻歐洲與非洲的前線基地，大戰後期C.E.71年7月24日的「第二次卡薩布蘭卡海戰」才由聯合軍收復；不過，停戰後締結的「尤尼烏斯條約」仍允許P.L.A.N.T.保留直布羅陀作為條約監視團兼駐地球公使的駐留基地。另外在北非前埃及北部的蘇伊士運河畔有蘇伊士基地，為中東地域最大據點，是聯合軍連結歐、亞、非的重要物資流通要道。C.E.70年5月30日的「蘇伊士攻防戰（別名「阿萊曼會戰」）」中，歐亞聯邦的重戰車部隊令札多地上軍陷入苦戰，但安德烈·渥特菲德首次投入陸戰用MS巴庫（BuCUE），並以奇策大破摩根·雪佛蘭上尉的重戰車部隊；此役使得札多在北非的勢力穩固，安德烈·渥特菲德更被稱為「沙漠之虎」。宇宙方面，宙域L7則有C.E.35年開始建設的宇宙要塞阿爾緹密斯衛星，要塞周邊有著被稱為「阿爾緹密斯之傘」的全方位光波防禦帶即時保護著，以號稱不可能被攻破的高防禦力為傲，不過仍於C.E.71年1月底遭到電擊鋼彈突破。
C.E.73年的大戰前期，聯合預備以蘇伊士基地為據點一舉拿下札多的直布羅陀與瑪哈姆爾基地，以奪回對地中海和波斯灣的控制權；因此為確保對蘇伊士的補給，廣大的前沙烏地阿拉伯的區域穩定便十分重要。然而該地反聯合活動頻發，聯合進駐中東地區北部（大略位於伊拉克境內）被山岳圍繞的城鎮喀爾納罕，並以當地的火力發電廠為中心建設了基地。進入基地唯一通道的溪谷盡頭有陽電子砲「羅安格林」防守著，易守難攻而被譽為「羅安格林關卡」。不過，後來札多在當地居民的支援下攻陷了喀爾納罕基地；隨後，黑海南岸城市迪歐奇亞亦遭來自直布羅陀的札多佔領。東部則有吉爾吉斯基地，C.E.73年大戰時該基地正在開發新型的驅動電腦，遭到札多薩拉派逃兵組成的游擊隊襲擊，而國內有民營的軍需產業社阿克泰昂產業社以及阿杜卡夫社（Adukurf），阿克泰昂產業社曾受聯合軍委託啟動「阿克泰昂計畫」，針對GAT-X系列進行修改、再生。東歐南部有「羅德尼亞研究所」，為理法培育強化人「Extender」的中心。
長期被視為大西洋聯邦的跟隨者，儘管時常不滿其作為，但最終仍被迫選擇站在大西洋聯邦一側。其中的原因除了傳統上對大西洋聯邦的依賴較深，可能也有多位理法幹部身為國民這樣的因素存在。

#### 劇中的動向
SEED
大天使號前往L3宙域的宇宙要塞阿爾緹密斯補給，基地司令官傑拉德·加西亞圖謀奪取大天使號與攻擊鋼彈而拘禁了大天使號成員；隨後基地遭到為追擊大天使號而來的札多突破，損失慘重。
阿拉斯加防衛戰中，大西洋聯邦啟動了阿拉斯加基地地底下埋藏的「獨眼巨人裝置」一口氣消滅札多八成兵力，事前未被告知的歐亞聯邦主力部隊卻也幾近全滅。此事件令歐亞聯邦的軍事力大為折損，失去了地球聯合內部的發言權，且一些軍事人員叛離聯合軍的混亂已經發生。國民對地球聯合的感情亦有惡化傾向，C.E.73年，西部與東部的輿論已產生相當大的差異。
SEED X ASTRAY
為抗衡大西洋聯邦首次開發MS成功的GAT-X系列，歐亞聯邦啟動自製MS開發計畫「X計畫」，在阿克泰昂產業社的秘密協助下獨自開發CAT系列的MS，以求戰後能維持在地球聯合內部的發言權。後因政治情勢變化，軍方高層仍決定接受大西洋聯邦供與的達加系列而中止，僅生產了三台CAT1-X1/3 亥伯龍（Hyperion）試作機後即遭凍結。更因此事，發生了原本反大西洋聯邦派的MS開發團隊「特務部隊X」叛離的事態。
SEED DESTINY
C.E.73年，「Break the World（尤尼烏斯7號墜落恐怖攻擊事件）」爆發，羅馬、雅典受創嚴重，P.L.A.N.T.以人道主義與災難救援為名目派遣札多進駐當地並成功引導了輿論，歐亞聯邦西側地區（除了東歐以外的歐洲大陸、黑海南岸及中東地區西部）遂發展出反地球聯合的分離獨立運動（只是地球聯合與P.L.A.N.T.再次爆發大戰後，對於未表明親P.L.A.N.T.的地區或中立地帶，札多仍有攻擊行動）。接著在大西洋聯邦的主導下，地球聯合再度對P.L.A.N.T.宣戰，歐亞聯邦西側各大城市終於爆發了大規模的反戰、反聯合暴動，遭到聯合軍以武力鎮壓，局勢一片混亂。
戰爭中期，針對反聯合情緒根深蒂固，又有札多軍力駐留的歐亞聯邦西側地區，地球聯合軍以破滅鋼彈（Destroy）為核心的部隊展開大規模侵攻，至少三個大都市（原作影像中貌似有莫斯科與華沙）慘遭毀滅，民眾以萬人為單位被屠殺。聯合軍緊接著馳赴柏林，該役在破滅鋼彈的火力蹂躪下，駐留在地的札多部隊幾乎全滅，同時也造成柏林市民的死傷無數以及城市基礎設施的毀壞，復興的預定時間表已無必要。柏林一戰的影像經過P.L.A.N.T.政府剪輯後向全世界放送，議長吉伯特·杜蘭朵更進一步暴露藍色宇宙的支援母體——理法的存在和中心人物的細節，成功煽動全世界的反理法情緒。西部各地更爆發群眾的武裝暴動與政變，襲擊政府機關以及理法幹部擁有的設施（原作影像中貌似有軍事人員參與其中，出現了自走砲等軍火）。大戰後期幾乎見不到軍事行動，反理法同盟軍進攻冰島天堂基地時，未有歐亞聯邦的部隊前來支援；但不清楚是否和東亞共和國一樣加入反理法同盟，或是國力大幅衰退已無力再戰。
另外，歐亞聯邦東側地區（東歐、前俄羅斯）未見反聯合的行動，烏拉爾資源工業地帶、烏克蘭穀倉地帶、中亞資源地帶和西伯利亞資源地帶等至此仍為地球聯合的領土。

### 東亞共和國
C.E.9年由日本、中華人民共和國、大韓民國、朝鮮民主主義人民共和國與蒙古等極東地區集合而成的共和國，首都為台北，地球聯合的主要成員國之一。設定上前中國的黑龍江省和前日本的北海道地區屬於歐亞聯邦，海南島則劃歸赤道聯合，而前俄羅斯的海參崴（符拉迪沃斯托克）等遠東濱海地區則被納入東亞共和國領土。在《SEED MSV》中，前日本早已不作為主權國家存在，而成為歐普建國的基礎。
出資興建P.L.A.N.T.的理事國之一，亦曾參與投資南美合眾國巴拿馬基地質量加速器的建設。雖然在地球聯合內部的影響力尚不及大西洋聯邦，但憑藉龐大的人口與市場作為支持，現處於高速成長的狀態中，工業生產力極強。雖擁有世界上最強大的陸軍，但軍隊在對P.L.A.N.T.戰爭中出力不多；除了反感大西洋聯邦的獨斷作為之外，亦有保留實力，欲有朝一日取代其地位的意圖。由於對大西洋聯邦軍火供應的依賴度低，國內軍需產業亦被牢牢控制在政府手中，故內部未遭藍色宇宙把持。對P.L.A.N.T.態度較曖昧，且國內未實行針對調整者的迫害政策，但對其課徵之稅率比自然人要高，故對於調整者的吸引力弱於歐普聯合首長國。
國內主要軍事據點有位於台灣的高雄基地，擁有自國獨力建造的質量加速器，為地球圈四大宇宙港之一。高雄基地於C.E.71年1月15日被札多設定為「沃洛波羅斯作戰」作戰的第一個目標侵攻，雖然東亞共和國陸軍一度壓制札多地上軍，但在札多投入MS部隊後，高雄仍於23日陷落，直到戰後才收回。另外還有位於宙域L4的資源衛星殖民地「新星」，C.E.71年6月14日亦遭札多侵攻，是為「新星攻防戰」。鏖戰近一個月後的7月12日形同被聯合軍放棄，此衛星後來被札多移送至L5改裝成軍事要塞，並改名為「波亞茲」。軍需產業富士山社（Fujiyama）開發有雷轟鋼彈，又稱「東亞鋼彈」。
C.E.73年10月3日「Break the World（尤尼烏斯7號墜落恐怖攻擊事件）」，北京遭受毀滅性打擊，從地圖上消失，上海亦遭遇碎片的直接撞擊而傷亡慘重，故初期對P.L.A.N.T.採取敵對態度。後來P.L.A.N.T.最高評議會議長吉伯特·杜蘭朵揭露了聯合在柏林的大屠殺以及討伐理法宣言，東亞共和國轉而與P.L.A.N.T.同調，率先參加反理法同盟，並派遣海軍前往直布羅陀與札多合流，亦可能支援了札多對冰島天堂基地和歐普的作戰。

### P.L.A.N.T.
主要由調整者（Coordinator）構成，其前身是L5的研究殖民衛星Zodiac，最早由大西洋聯邦、歐亞聯邦、東亞共和國出資興建，主要居民為調整者。全寫為「Productive Location Ally on Nexus Technology」（之後被改為「People Liberation Acting Nation of Technology」），字面意思為「Nexus科技生產地區同盟」，是可容納幾十萬人的特殊太空殖民地（Space Colony），但是卻有異於傳統開放式殖民地的漏斗形狀。位置設於地月間的拉格朗日點L5。P.L.A.N.T.的兩端直徑十公里寬，長六十公里。

#### 發展歷史
- P.L.A.N.T.的建造在C.E.38年开始，由大西洋联邦、欧亚联邦和东亚共和国出资筹建。
- C.E.44年，新型L5殖民衛星群的第一群殖民衛星十座完成（即以後的）。
- C.E.53年P.L.A.N.T.的管理转交给由居民推举的P.L.A.N.T.最高評議會。
- C.E.70年2月18日，P.L.A.N.T.最高評議會議長西蓋爾·克萊因發表獨立宣言（雖然此前已具備獨立性質），宣告P.L.A.N.T.正式成立。
- C.E.71年，地球聯合與P.L.A.N.T.簽訂停戰協議，政變上台的臨時議長艾琳·卡納巴發動政治清洗，原派屈克·薩拉派札夫特軍人遭到特別法庭的審判。
- C.E.73年，由於尤尼烏斯7號的墜落使得兩大勢力再度燃起戰火。

#### 政治狀況
自成立之初就與地球方面摩擦不斷，C.E.70年正式升級為武裝衝突。並且國內也存在對自然人態度而對立的群體。第二次雅金·杜威攻防戰後激進派下台並遭到政治清洗，新議長杜蘭朵上台後解決了國內族群對立的現象，公開出面為前札多軍人辯護，力求維持與地球方面的穩定狀況，但同時也在暗中發展MS技術。同歐普建立了戰略夥伴關係，但隨著歐普加入地球聯合而自動廢棄。政治方面採用集體領導制，最高評議會為最高權力機關，評議會議長為最高領導人，議長的權限受到評議會的制約，但也經常存在不同程度的獨裁現象。拉克絲·克萊因在C.E.71年戰爭時期以第三方勢力勸導國民走向和平之路，因而在P.L.A.N.T.擁有無與倫比的精神號召力。
歷任最高評議會議長
- 第1任：西蓋爾·克萊因
- 第2任：派屈克·薩拉
- 代理：艾琳·卡納巴（臨時議長）
- 第3任：吉伯特·杜蘭朵

#### 城市概况
P.L.A.N.T.是由12个区域（称为“市”）组成，每个“市”有自己专长的部门。这些市按罗马的月份排列，而每个市由10个殖民卫星组成，以Januarius市为例，命名为JanuariusOne、JanuariusTwo....如此类推。
- Januarius（1月，又稱亞努阿里烏斯）：基础微细工程学、应用微细工程学，在C.E.74年被洛德·吉布列地球軍在月球的據點「第達羅斯」並啟動「鎮魂曲」軌道間全方位戰略炮攻擊P.L.A.N.T.的首都，卻因戰鬥緣故而攻擊到亞努阿里烏斯市的1～4區（亞努阿里烏斯1～4號）
- Februarius（2月）：基础医学、临床医学、生物化学、分子生物学、生体学
- Martius（3月）：航空宇宙工程学、造船工程学
- Aprilius（4月）：天文学，天体物理学、宇宙论、宇宙惑星学、宇宙生命学

为了纪念C.E.-16年4月1日出生的第一位調整者喬治·葛倫，而将P.L.A.N.T.最高評議會议场安放于此
- Maius（5月）：应用机械工程学、基础冶金学、应用冶金学、应用材料工程学、机械人工程学
- Junius（6月，又稱尤尼乌斯）：基础农业水产学、应用农业水产学、社会工程学。

在C.E.69年西蓋爾·克萊因議長決定在P.L.A.N.T.內開始生產糧食，並將尤尼烏斯市的7～10區改造成穀物生產基地，而尤尼烏斯市的7區（又稱尤尼烏斯7號）卻在C.E.70年2月14日被地球聯合軍以核弹袭击，最终导致被毁灭性破坏，同时造成“尤尼烏斯7號”上24万3721人死亡（其中包括阿斯蘭·薩拉的母亲），随后“尤尼烏斯7號”飘流至碎带中。CE历史上把“尤尼烏斯7號”被破坏的事件称之为「血色情人节」。
- Quintilis（7月）：基础化学、应用化学
- Sextilis（8月）：基础物理学、理论物理学、粒子物理学、高次元空间物理学、数学
- September（9月）：电子工程学、情报工程学、人工智能工程学、信息学
- October（10月）：社会学
- November（11月）：多用途实用生产工程
- December（12月，又稱蒂森貝爾）：（Z.A.F.T.(札夫特)本部）基础教育，在C.E.74年被洛德·吉布列地球軍在月球的據點「第達羅斯」並啟動「鎮魂曲」軌道間全方位戰略炮攻擊P.L.A.N.T.的首都，卻讓蒂森貝爾的7～8區（蒂森貝爾7～8號）受到破壞的亞努阿里烏斯市的4區（又稱亞努阿里烏斯4號）衝撞而崩壞

### 札多
自由條約黃道聯盟（Zodiac Alliance of Freedom Treaty），簡稱Z.A.F.T.，音譯「札夫特」。

### 南美合眾國
（United States of South America／）
由墨西哥、巴拿马、智利、阿根廷、巴西等中南美洲国家所组成的政治体，首都为布宜诺斯艾利斯。
南美合众国缺少强大的军事力量，C.E.17年时，在大西洋联邦的协助下与巴拿马建造了質量加速器「巴拿馬之門」，是地球圈四大宇宙港之一。尽管拥有質量加速器，南美合众国在很长时间内依旧是一个存在感较低的国家，也没有参与投资P.L.A.N.T.的建造。C.E.68年，南美合众国和大洋洲联盟秘密与P.L.A.N.T.达成贸易协议，进行食品和制成品的交换。这一举动引发大西洋联邦的强烈不满。
在“血色情人节”后，第一次联合-P.L.A.N.T.战争爆发，C.E.70年2月18日，南美合众国接受了P.L.A.N.T.西蓋爾·克萊因議長「積極的中立勸告」，即不參加或協助地球聯合的國家，P.L.A.N.T.將優先提供物資。於翌19日，婉拒提供巴拿馬基地使用權的南美合眾國，突然遭受來自大西洋聯邦方面的地球聯合軍武力侵攻。這是聯合恐於失去對宇宙港的控制，導致對宇宙部隊的補給受阻而採取的軍事行動。當日，巴拿馬基地遭軍事佔領，南美合眾國全土被併入大西洋聯邦。大战过后，南美合众国以独立作为目标展开南美独立战争，以從大西洋聯邦中獨立出來為目標的聯合軍軍官愛德華·哈里森（Edward Harrelson）回到祖國領導南美獨立戰爭。最后因为尤尼乌斯条约的生效，南美合众国恢复独立，但却损失了中美洲领土。
然而C.E.73年10月3日的「Break the World（尤尼烏斯7號墜落恐怖攻擊事件）」中，尤尼烏斯7號碎片落入近海引發海嘯，使得前巴西的福塔萊薩市受害甚鉅，市街沉沒在水中。南美合眾國在大西洋聯邦的威脅利誘下與之締結「世界安全保障條約」，再度被納入地球聯合的管理之下，先前獨立戰爭的勞苦不到兩年化歸為泡影。接著更發生札夫特薩拉派逃兵組成的恐怖份子駕駛基恩暴徒型（GINN Type Insurgent）以正規軍式樣的各種火器蹂躪都市，對自然人市民進行大量無差別虐殺的恐怖攻擊事件。

### 南非统一机构
（South African Union／）
非洲南部、东部以及马达加斯加岛的几个国家所組成的統一國家，首都位于前肯亞的奈洛比。就整体而言，南非統一機構可能是地球联合中最弱的一个，但却是少数用于和控制质量加速器的势力之一，C.E.21年同歐亞聯邦合作興建了質量投射器「巧手」，質量投射器「巧手」便位于其境内维多利亚湖沿岸的维多利亚基地中，是地球圈四大宇宙港之一。非P.L.A.N.T.理事國，因為和北方的非洲共同體處於對立關係，受其與扎夫特（Z.A.F.T.）聯手的影響而加盟地球聯合，亦是「非洲戰線」的開端。C.E.71年2月13日，维多利亚基地被扎夫特控制，但在战争后期被地球联合夺回，南非统一机构也成为地球联合向太空反击的前线基地。
C.E.73年10月3日的「Break the World（尤尼烏斯7號墜落恐怖攻擊事件）」，南非統一機構遭受的被害比起各國要少。

### 赤道联合
（Equatorial Union／）
由東南亞地區的中南半島諸國如越南、泰國、柬埔寨、寮國、緬甸等，以及馬來群島諸國如馬來西亞、印尼、菲律賓、新加坡、汶萊等和巴布亚新几内亚的大部分地区共同組成的經濟聯合
在第一次联合-P.L.A.N.T.战争期间，赤道联合和歐普、斯堪地那維亞王國一同，是三个中立国家之一。C.E.71年6月受到大西洋聯邦的壓力而加盟地球聯合，似乎未有實際的軍事行動。战后恢復中立，赤道联合从欧亚联邦手中获得了部分领土，如：印度、孟加拉。
而第二次联合-P.L.A.N.T.战争之前，赤道联合是受到C.E.73年10月3日「Break the World（尤尼烏斯7號墜落恐怖攻擊事件）」影响最广泛的国家之一。前馬來西亞的吉隆坡被海嘯淹沒。在大西洋聯邦的威脅利誘下與之締結「世界安全保障條約」，結果無可避免地和親P.L.A.N.T.國家的大洋洲聯合對立。

### 大洋洲联合
（Oceania Union／）
由位於南半球的大洋洲地區，由澳大利亞、紐西蘭、玻里尼西亞、美拉尼西亞和密克羅尼西亞組成的聯合國家，首都位于紐西蘭的威靈頓。大洋洲联合透過積極接受調整者等勞動生產性高的人種作為勞動力，以提高國際競爭力和平均國民生產總值（GDP）為目標。立場上親P.L.A.N.T.反地球聯合，地球圈唯一堅定不移的P.L.A.N.T.同盟國。大洋洲聯合政府極端親P.L.A.N.T.的關鍵，被認為是出於C.E.70年2月19日大西洋聯邦侵攻南美合眾國，翌20日武力併吞的事件。就在前一天的18日，對於包含大洋洲聯合與南美合眾國在內的非P.L.A.N.T.理事國，P.L.A.N.T.勸告只要不參加或協助地球聯合，將對其採取優先提供物資的優待措施，是為「克萊因議長積極的中立勸告」。南美合眾國允諾了勸告，翌日突遭地球聯合軍武力侵攻，被併入大西洋聯邦。此舉大大刺激了大洋洲聯合，強烈批判聯合軍對中南美的侵攻，表明支援P.L.A.N.T.，從此被視為親P.L.A.N.T.國家，而地球聯合亦對大洋洲聯合宣戰。
在第一次联合-P.L.A.N.T.战争时，大洋洲联合与P.L.A.N.T.结盟，扎夫特拥有在地球的第一个據點——卡奔塔利亚基地。但在第二次联合-P.L.A.N.T.战争前，除了卡奔塔利亚基地外，整个澳大利亚都属于地球联合的势力范围，但在C.E.73年10月第二次联合-P.L.A.N.T.战争爆發後，可見卡奔塔利亚基地依然是札夫特在地球上的據點，大洋洲聯合仍是P.L.A.N.T.的盟國。

### O.R.B.
全名為歐普聯合首長國（United Emirates of ORB），地理位置相當於現實世界中的南太平洋索羅門群島的巴布亞島（即新幾內亞島），位於赤道聯合以東，大洋洲聯合以北，由大大小小的火山列島構成的一個獨立島嶼國。
過去有著許多日本人移民者成為歐普建國的基礎，因此官方語言使用日語，公用文書以假名交文來表記。C.E.70年2月8日，在代表首長烏茲米·那拉·阿斯哈的「中立宣言」下宣布成為永久中立國家，地球上少數接受調整者的國家。原作中明確的友好國僅有北歐的斯堪地那維亞王國。
基於「不侵略他人，也不容他人侵略」的中立理念，因此雖是小國，卻擁有排名世界前列的軍事實力，配備了許多神盾艦、大型航空母艦以及戰鬥直升機，以高度的防衛能力為傲。

#### 歐普群島
歐普聯合首長國主要是由四個島嶼組成的群島型國家。
官方設定上本國的地理位置處於熱帶的南太平洋地區所羅門群島，但是《SEED》第一話中米蕾莉亞·哈烏見到了札多攻略東亞共和國位於台灣高雄宇宙港的新聞連線後作出了「離這裡很近呢...」、「沒問題吧？」等充滿懸念的不安發言；反而對於歐普的鄰國——親P.L.A.N.T.的大洋洲聯合，札多以該國位於前澳大利亞的卡奔塔利亚基地作為降落地球之據點一事卻毫無懸念。另外《SEED DESTINY》中真·飛鳥的回憶場景裏，國內卻有著楓葉落紛紛的觀光季節存在，顯見世界觀上的整合至今仍不十分明確。
歐普本島
正式名稱為Yalafath島，歐普的政治中心·首都Olofat的所在。島上主要設施有行政府與內閣府官邸，除了首都之外尚有四個都市。
淤能碁呂（Onogoro）島
位於本島的南方，軍事中心地，國防總省與軍需產業中樞「曙光社（Morgenrot Inc.）」的本社及兵工廠、地下試驗場均存在於此，還有地下秘密碼頭。作為最重要的軍機重地，多數軍事設施均已地下化，以使用人造衛星也無法窺視的高安全規格聞名，但也因此成為敵對勢力攻擊歐普時的最大標的和主戰場。
曉（Akatsuki）島
人口稀少，保持了美麗的自然生態環境，地上建築零星。主要有瑪爾基歐導師的孤兒院，其地下有一個被改造為格納庫的防空洞，藏匿著自由鋼彈，附近則有將大天使號隱蔽起來的地下海底碼頭。另外尚有安置MS——ORB-01 曉的地下設施，具體位置不明。
輝夜（Kaguya）島
主要被建設為宇宙港，包括「質量加速器」、出雲級戰艦艦橋的格納庫、簡易碼頭等連絡宇宙等必要設施的所在，可以說是面向宇宙的玄關口之島；另外也有營運著往來資源衛星殖民地「海利歐波里斯」的定期船班。大西洋聯邦之所以發動「歐普解放作戰」，即因當時地球聯合軍先後失去了高雄、維多利亞、巴拿馬等原由聯合軍控制的三大宇宙港，迫切地需要歐普的協助將兵力運送至宇宙。而烏茲米·那拉·阿斯哈拒絕提供自國的「質量加速器」協助聯合軍。

#### 宇宙關連設施
海利歐波里斯（Heliopolis）
歐普位于L3宙域的奥尼尔圆柱体型資源衛星殖民地，設有工業大學，歐普的人才養成中心。「曙光社」亦在此秘密地協助大西洋聯邦開發「G兵器」，即前期GAT-X系列MS五機。C.E.71年1月25日受到札多的襲擊而崩壞，死傷人數難以估計，此事件亦為《SEED》故事的開端。名称来自埃及古城赫利奥波利斯。
天之御柱（Amenomihashira）
歐普所有的太空站，有著從事兵器生產作為軍事用太空站的機能。C.E.58年烏茲米·那拉·阿斯哈就任首長代表後，宇宙開發便作為歐普國家事業進一步發展的建設開始；本來「天之御柱」是指將物資從地球上送往宇宙的軌道電梯，最頂部內藏大規模工廠的太空站完成的C.E.70年，地球聯合與P.L.A.N.T.的戰爭開始，作為軌道電梯的建造計畫被迫停止。為了貫徹歐普作為中立國的立場，軍備的增強是必要不可欠的事項，從此以後「天之御柱」便作為軍事用太空站來使用了，並由歐普五大氏族中司職軍事的薩哈克家族管轄。
其後，歐普無可避免地要捲入地球聯合與P.L.A.N.T.的戰爭，預測舞台將從地上移至宇宙的薩哈克首長後繼者隆德·蜜娜·薩哈克（Rondo Mina Sahaku）開始了對「天之御柱」的直接管理運營。C.E.71年6月15日，烏茲米在內的多位首長自爆後，歐普本國降伏於地球聯合，「天之御柱」對本國的方針揭起了反旗，持續著製造新型宇宙用MS「MBF-M1A M1A 異端（M1A Astray）」的活動。從此以後，歐普事實上同時存在「淤能碁呂島」和「天之御柱」兩個政權（阿斯哈的歐普與薩哈克的歐普）。
由於歐普本國的戰鬥伴隨著戰線移至宇宙，許多失去住所的歐普國民移居「天之御柱」依賴薩哈克首長家，其中有不少技術士，透過他們的手讓「天之御柱」的工廠擁有了優秀的生產能力。經過長期戰爭，疲弊的地球聯合與札多兩軍為了回復自軍戰力，欲得「天之御柱」作為軍需工廠的生產能力，幾度派遣攻擊部隊，均在其防衛能力前敗退。當中也有歐亞聯邦，一舉投入達30機的攻擊刃從四方同時攻入試圖佔領「天之御柱」；卻在隆德·蜜娜·薩哈克直屬的戰鬥用調整者「索希斯（Socius）」們搭乘少數的M1A 異端面前吃下敗仗。以後，地球聯合軍斷了對「天之御柱」戰鬥行為的念頭。
C.E.73年，地球聯合與P.L.A.N.T.再次爆發大戰，隆德·蜜娜·薩哈克代表「天之御柱」向含P.L.A.N.T.在內的全世界發表《天空宣言》：「以不妨礙他人的理想為限，人應當遵循自己的信念而生，各國與組織對此應該支持。」之後，無條件援助贊同此思想的組織和城市，不時參加戰鬥。此後，隆德·蜜娜·薩哈克與自己的人民一起從天空靜靜地凝視地上的動靜，訪明任何一個重建新生歐普的機會。

#### 經濟
活用了火山列島的特性從事地熱發電，相當程度地解決了近代國家的弱點——能源的自給自足。地熱可謂歐普經濟發展的寄託，現在繁榮的原動力。
另外，歐普的宇宙空間領土·L3宙域的資源衛星殖民地「海利歐波里斯」廣泛地支持了歐普的宇宙產業技術。

#### 軍事
儘管國土面積狹小，歐普的軍事技術卻是世界一流，其中有賴於地熱發電提供源源不絕的能量，以及接納調整者的政策使得歐普擁有極高水平的工業與科技發展。位於淤能碁呂島的半國營軍需產業「曙光社（Morgenrot Inc.）」的產品更受到國際市場的歡迎。除了自主研發，亦有向大西洋聯邦採購地球聯合軍的戰車、戰機、戰艦和MA等，故軍備上與聯合軍有一定的重疊性。

### 斯堪地那維亞王國
斯堪地那維亞王國（Kingdom of Scandinavia）是C.E.世纪地球上最大的中立实体国家之一，由瑞典、挪威、芬兰等古老的地球国家组成。
该国与歐普有着牢固的外交关系，在C.E.71年歐普遭受地球联合攻击前后，接收了众多歐普难民，并为歐普的重建提供了援助。而该国同时也是P.L.A.N.T.最高委员会主席西蓋爾·克萊因的出生地。
第一次联合-P.L.A.N.T.战争初期，该国与赤道联盟、歐普均为中立国，但是在最后还是迫于地球联合的威压，加入了地球联合。由於並非處於重要戰略位置，因此大戰期間幾乎沒有受到任何損害。戰後恢復中立，主導「尤尼烏斯條約」的締結，並居中調停南美獨立戰爭。
C.E.73年10月3日的「Break the World（尤尼烏斯7號墜落恐怖攻擊事件）」後被迫與大西洋聯邦締結「世界安全保障條約」，外交影響力增大，表面上加盟地球聯合。而第二次联合-P.L.A.N.T.战争开始时，私底下協助第三勢力的LCAM-01XA大天使号便隐藏在斯堪的纳维亚海岸的水下，只有该国国王和政府中的少数人知道这个秘密。当吉伯特·杜蘭朵宣布他的“命运计划”后，该国立即拒绝了该计划。

### 非洲共同體
非洲共同體（Africa Community），北非和西非地區組成的聯合國家，首都班納迪雅。長期以統一非洲大陸為目標而與南方的南非統一機構處於對立關係，但礙於歐亞聯邦力量在此起到一定震懾作用而未能付諸行動。非P.L.A.N.T.理事國，在札夫特（Z.A.F.T.）驅逐歐亞聯邦的勢力進駐北非後，同意非洲共同體南下，似乎因而轉變為親P.L.A.N.T.的立場，有札夫特的渥特菲德隊駐留利比亞沙漠。儘管如此，當地仍有一些游擊隊如「黎明沙漠（Desert Of Dawn）」等勢力反抗札夫特的支配。
C.E.70年5月30日的「蘇伊士攻防戰」（別名「阿萊曼會戰」）後，札夫特在北非的勢力穩固；非洲共同體得到札夫特的支持開始南下，即「非洲戰線」。但聯合軍的阿拉斯加基地自爆後，札夫特的地上戰力損失過半，之後在地球聯合軍的反攻下，札夫特自此撤退。在失去了札夫特的坐鎮後，無數的自治區陷入分裂，共同體實際上已分崩離析，以後詳細不明。

### 泛穆斯林會議
泛穆斯林會議（Pan-Muslim Conference），原由印度、孟加拉、巴基斯坦、阿富汗等國組成的聯合國家，首都不明。雖然國號冠上了「泛」字，卻是個缺少穆斯林大國的穆斯林國家聯合。傳統上穆斯林集中的中亞和西亞（俗稱的中東地區），國民以阿拉伯民族為主的伊斯蘭世界主要國家包括伊朗、伊拉克、科威特、敘利亞、黎巴嫩、約旦、葉門、阿曼、阿拉伯聯合大公國、卡達和巴林，以及擁有聖城麥加的沙烏地阿拉伯等均未參加，前述之主要穆斯林國家全屬歐亞聯邦。雖表面上為地球聯合的一員 ,但其實仍在札夫特的控制之下 
原本與歐普聯合首長國、赤道聯合和斯堪地那維亞王國同為中立國，但C.E.70年2月7日被歐亞聯邦所併吞並加盟地球聯合，戰後恢復自治權，但卻失去了印度、孟加拉等領土。C.E.73年10月被迫與大西洋聯邦締結「世界安全保障條約」而再度被納入聯合的管理下，但實際上對於聯合的手段極為反感，暗地裡支持P.L.A.N.T.，札夫特在此未曾遭遇太多阻撓，輕易地進入歐亞聯邦的勢力範圍。

### 三艦同盟
C.E.71年戰爭後期，不屬於聯合或札多任何一方，獨自對戰局進行武力介入的部隊。組成包含歐普軍的「草薙號」、自阿拉斯加攻防戰脫離戰線並投靠歐普的「大天使號」、克萊因派從P.L.A.N.T.本國搶走的「永恆號」
因為僅由三艘各來自不同勢力的船艦組成，因此有「三艦同盟」之稱，在外傳中甚至有「歌姬的騎士團」這樣的別名。
- 大天使號

原為地球聯合軍委託歐普進行開發，作為「G」運作平台的的強襲機動特裝艦，於阿拉斯加脫離戰線並就此投靠歐普，之後雖草薙號一同前往宇宙。
- 草薙號

歐普出雲級MS運輸艦，原本是作為與海里歐波里斯聯絡的運輸艦，但能透過加裝其他船體部件組合成戰鬥艦。
- 永恆號

自由鋼彈與正義鋼彈的專用運輸艦，原本是札多所製造，被拉克絲·克萊因一夥人搶走。
三艦第一次會合在L4空域的殖民地「孟德爾」，之後便作為同盟直到戰爭結束。

### 終端機（Terminal）
是第一次联合-P.L.A.N.T.战争期间，由克莱茵派成员和其他志同道合之人共同组建的一个非政府组织，组织内成员包括调整者和自然人，致力于协调调整者和自然人的和平共处。參與者身份與人數等完全不詳，拉克絲·克萊因是其中一名參與者，從中獲取需要的情報。網絡的創立人不詳，但在《機動戰士GUNDAM SEED DESTINY ASTRAY》的小說中曾暗示有可能就是攝影記者傑斯·里布爾接收自馬迪亞斯的情報網絡。另外在动漫中暗示永恒号、大天使号的大部分成员均为该组织的合作者。其组织在當時的議長派屈克·薩拉以叛國罪指控西蓋爾·克萊因並在追捕下被亂槍射殺後就以拉克丝·克莱茵为核心，为了达成组织目标而在世界各地和地球圈各处建立了國際地下情報交換網絡，利用其收集的信息组建情报网，以支援三舰同盟的行动。
第一次战争结束后，终端机组织便预料到了第二次战争大有可能再度发生，组织认为，届时必须由第三方组织来阻止这种冲突。为此，终端机为三舰同盟提供情报和补给，甚至从扎夫特窃取数据和技术，以开发新型MS，而这些新型MS都是在被称为“工厂”的秘密设施中建造的。
随着第二次联合-P.L.A.N.T.战争的爆发，终端机持续支援着三舰同盟的行动，力求扼制战争冲突的进行，而在第二次歐普防卫战后终端机组织也浮出水面并与歐普达成同盟关系，直接参与到战争中，为终结第二次战争发挥了关键作用。

### 幻痛
對外編號「地球連合軍第81獨立機動軍」，通稱「幻痛」（Phantom Pain），表面上是地球聯合軍內的特殊部隊，但實際上是「藍宇宙」盟主洛多·捷布利路手下的私兵部隊。部隊擁有極大權限，能優先調動所在地的聯合軍部隊和資源以滿足自己的任務需求，因此被各地聯合軍指揮官和士兵厭惡其出現打亂部署或行動。因為是私兵部隊而不是真正的正規部隊，部隊人數和裝備等都記錄不詳。该部队在首次镇魂曲攻略作战当中被札夫特彻底歼灭，领导人洛多·捷布利路在此次作战当中被击毙。

### 理法
為地球聯合軍提供武器的軍需企業複合體組織，成員都是軍需產業的高層。組織後來被基巴杜·戴蘭達當成挑起戰爭的源頭，成員身份被公開並被全世界追捕。

### 藍色宇宙
反對調整者的激進組織，成員多為自然人，但亦有調整者。在地球聯合和布蘭度之間的戰爭爆發前已經存在，由反對基因操作的激進環保份子和極端宗教主義者創立。組織涉及大量針對調整者及基因操作研究相關的恐怖襲擊，在不少重大事件上都出現其名字。
在劇場版中，藍色宇宙首腦米凱爾遭到羅盤組織的追擊；最後藍色宇宙殘部連同其首腦米凱爾，遭到基金國黑騎士部隊策動的核彈騷動而近乎毀滅，後續動向不得而知。

### 深宇宙探察開發機構（DSSD）
深宇宙探察開發機構（Deep Space Survey and Development Organization――通称D.S.S.D.）是为向火星轨道以外的领域进行探察及开发为目的而设立的机关。地球联合、P.L.A.N.T.、非同盟中立国家群共同成立并参与计划的组织，对地球联合及札夫特（ZAFT）两阵营保持中立且拥有特别的权限。其基本理念为“边疆的前进”——即超越所有国家、体制、宗教、民族，将人类这个“种”送到更遥远的宇宙中去。
雖說表面上是中立的組織，但對於地球联合其實有著一定程度排擠，且無權過問該組織所研發出的任何技術成果，想進入此機構任職相當不容易，尤其若想成為一級管制官，調整者往往需兩年才能合格，自然人則可能需三到六年。
該組織擁有自己的防衛部隊，使用機種為以歐普技術為底的原創機「UT-1D 民用異端式DSSD特裝型」，其開發出宇宙探測用MS GSX-401FW 「觀星者鋼彈」（Stargazer Gundam）的相關技術，後來被應用在攻擊自由鋼彈與命運鋼彈的身上。

### JUNK 废物商公会
JUNK 废物商公会，又稱废物商工会（Junk Guild／）是一个非政府组织，由於戰爭而導致各國生產力下降，為了能迅速充足國力應付戰爭，而有了資源回收的概念，並由回收業者所結成的工會，致力于维护和保养和挽救构成宇宙世纪（Cosmic Era）的社会基础设施。與各國經過長時間談判而取得了一定的權利和義務，據聞該組織的成立，似乎與馬爾奇歐導師脫離不了關係。

### 羅盤
於C.E.75年由拉克絲·克萊因創立的世界和平監察組織。

### 基金國
於C.E.75年創立的新興國家，在札夫特暗助下脫離歐亞聯邦獨立建國。
擁有不亞於地球軍、札夫特和歐普的軍事和科技實力，支持杜蘭朵公布的「命運計劃」。
最後基金國被羅盤組織全數擊潰，宣告滅亡。

## 術語
以下多和人物的族群與能力相關，參見Newtype。
自然人（Natural）
未經基因改造，自然懷孕後生產的人類。
調整者（Coordinator）
指遺傳基因經過人為調整，而被改良的、優化的人類。即是透過基因工程製造出擬似現實世界的「天才」般的人，但除了協調者外一般沒有類似Newtype的特殊能力。而其強大的能力似只是較突化於被調整的指定部分基因相關，並在不少官方翻譯作新人類而本來新人類是指(Newtype)。
一般而言，調整者也有世代之分，「第一世代」指的是父母為自然人，對胚胎進行基因調整而產生的調整者；而「第二世代」則是指由調整者雙親自然懷孕生下的調整者後代，而第二代起生育機章下降，而實際能力也不像第一代突出的。
「調整者」一詞命名自世界上第一位身為調整者的人類「喬治·葛倫」，他認為調整者的存在是聯繫舊時代的自然人與往後會出現的嶄新人類之間的橋樑。
战斗用调整者
地球联合利用遗传基因研究出来的调整者。已知的有丛云劾和索希斯（Socius）系列。战争爆发后之后一部分逃至P.L.A.N.T.，如古德·威亚；一部分被“废弃”；有一部分在联合军中服役，如斯里·索希斯（Three Socius）。
超级调整者
响博士利用人工子宫培育胚胎的方法所研究出来的调整者，最终只有一个“完成品”——煌·大和，另有被作为“失败作”的超级调整者存活，如卡纳得·帕尔斯。
克隆人
本系列出现的第三类人。指的是用遗传基因复制出来的人，这类人由于存在基因缺陷的问题所以衰老时间和寿命比一般人短，如克鲁泽和雷。
强化人(劇中稱為生體CPU)
本系列出现的第四类人，名稱官式是叫生體CPU (後來在Destiny中Zaft方稱為Extended)可是在很多官譯上也稱為強化人，雖然在表現上和之前高達系列中，為了使一般人擁有像新人類般的戰鬥力而改造的強化人相似，但也沒有在Seed之後類似的角色，如水星的魔女中，擁有比基因工程更先進的使用改造人手段。指的是从蓝宇宙旗下的罗德尼亚研究所出来被洗脑和服藥改造心理特徵成杀人机器的自然人少年，这类人生命力普遍非常脆弱，死亡率很高。
影印人
本系列出现的第五类人。指的是经过特殊方式培育（提取死人或者活人的DNA后进行生化培育）的克隆人，和普通克隆人不同的是这类人保留有原本的记忆。
協調者（Accord）
本系列出现的第六类人。指的是能对其他人进行洗脑甚至精神控制以及可以进行脑电波通讯的特殊人群，例如拉克丝·克莱因和芬德申的成员。能力和經典的高達新人類有些相似，和上文的強化人同樣是用科技手段產生的特殊能力者。
SEED
“Superior Evolution Element Destined-factor”的缩写，即为“高级进化要素决定因子”，是在C.E.紀元的世界裡，一種尚未被證實的遺傳學理論，僅有極少數人類（不分調整者或是自然人）具備的特殊能力。
確切的能力尚未明瞭，目前已知的是在精神處於極端的狀態下，會進入被稱為「覺醒」的狀態中，身體精神力、運動能力、反射速度等各項指標發生飛躍性的提升，直覺亦變得異於常人的敏銳，似乎能感知到遙遠距離外發生的事。
命運計劃（Destiny Plan）
命運計劃為P.L.A.N.T.議長兼遺傳學家的吉伯特·杜蘭朵所提倡的職業介紹計劃，主張制度下人人透過基因解析得出的結果，無視個人意志。後天的努力興趣以基因匹配的結果決定其職業。這個制度下形成比調整者自然人兩者區分更加優劣的金字塔，從而劣勢者的反抗注定失敗，以帶人類走出戰爭復仇的連鎖，邁向永遠的和平。
尤尼烏斯條約
C.E.72年3月10日，地球联合与P.L.A.N.T.临时评议会双方代表在“尤尼乌斯7號”的遗迹上空缔结了停战条约，这份包括了缩减军备等内容的条约因而又被称为“尤尼乌斯条约”。
尤尼乌斯条约”的签订是CE纪元中非常重要的历史事件，意味着自C.E.70年2月11日地球联合向P.L.A.N.T.正式宣战以来，席卷整个地球圈的世界规模的大战终于告一段落，人类在迈向自我毁灭的悬崖前及时地刹住了自己的脚步。
在C.E.71年9月双方事实上的最终决战——“第二次雅金·杜威攻防战”结束之后，无论是疲敝不堪的札夫特（ZAFT），还是伤亡惨重的联合军，都陷入了无力再战的境地。札夫特失去了坚持将战争进行到底的派屈克·薩拉和最终武器“创世纪”，实权被要求停战的稳健派所掌握；地球联合中的强硬派代表“藍色宇宙”的总帅穆達·阿茲萊爾也死于最终决战之中，不仅如此，联合军还失去了在宇宙里最重要的据点——位于月面的托勒密基地。
因此，就在“第二次雅金·杜威攻防战”尾声之际，P.L.A.N.T.方面的艾琳·卡納巴等议员向地球联合提出停战要求很快就得到了积极的回应。双方首先在南非统一机构的首都内罗毕举行了被称为“内罗毕和谈”的会议。然而，地球联合试图以“承认P.L.A.N.T.作为独立国家”来换取“P.L.A.N.T.放弃军事力量”的提案遭到了P.L.A.N.T.方面的断然拒绝。和谈会议断断续续进行了几个月却毫无进展，其间甚至还爆发了“南非独立战争”。
这时，斯堪的纳维亚王国的外交部长林德曼提出了“双方根据自身国力来进行军备限制”的“林德曼提案”。这个方案虽然对人口占优的地球联合方面较为有利，但P.L.A.N.T.基于对自身技术的自信以及地球联合在其他方面做出的让步还是接受了这一方案。在P.L.A.N.T.方面的坚持下，签约地点定在导致战争的发源地——“尤尼乌斯7號”的遗址上空。
根据条约，双方承认：被大西洋联邦吞并的南美合众国恢复独立，恢复歐普的独立主權；札夫特（ZAFT）将高雄基地返还给东亚共和国以及撤出卡潘塔利亚基地和直布罗陀基地以外的地上据点。
具体条约共有十二点内容：
- 一、遵守林德曼提案（根据各自国力来进行军备限制，国力由人口、GDP、失业率等各种数值计算而出，以此来对应双方各自应拥有的战舰数量、MS数量、MA数量以及相转移装甲装备型MS的数量等等）；
- 二、双方均不付赔偿金；
- 三、战犯由各自国家独自进行审判（不开国际法庭）；
- 四、P.L.A.N.T.无条件放弃地球上的占领地，即放弃除卡潘塔利亚基地和直布罗陀基地以外的据点；
- 五、对旧P.L.A.N.T.理事国的关税优惠措施（和非理事国的差别跟以前相比基本不变）；
- 六、双方无条件、无限制接受遵守林德曼提案的检查；（部分监察工作由中立组织废品商工会负责。）
- 七、MS等武器禁止搭载“反中子干擾器”相当于禁止了核能军事化，以核引擎為動力的MS与需要搭载反中子干擾器的大规模杀伤性武器也因此无法用于军事上。
- 八、禁止“海市蜃楼”技术用于军事用途。
- 九、承认作为P.L.A.N.T.的监视团常驻基地以及在地球公馆所在地的旧直布罗陀基地及卡潘塔利亚基地的使用；
- 十、札夫特（ZAFT）开放一个军事卫星，以作为地球联合方面的监视团常驻基地及在P.L.A.N.T.公馆；
- 十一、月球全域为中立地带，双方可设立同等数量的据点（第達羅斯基地是按照这个条款建立的月面基地。）；
- 十二、地球上的国境线以及国家恢复到C.E.70年2月10日的状态。

双方签字的代表分别是P.L.A.N.T.方面的艾琳·卡纳巴临时议长和地球联合方面的大西洋联邦欧文大总统。然而，由于条约中对于P.L.A.N.T.方面不利的条款以及其他一些原因，艾琳·卡纳巴临时议长在缔结条约之后不久就选择了代表临时评议会总辞职，其后吉尔伯特·杜兰朵当选为新一任评议会的议长；地球联合方面，欧文大总统在任期届满之后，与军事产业复合体“理法（Logos）”关系密切的約瑟夫·柯普蘭德被选为了新一任大总统。
两方面如出一辙的政局更迭均暗示了笼罩在地球圈上的阴霾并未散去，历经莫大牺牲才结束的战乱并未使得自然人与调整者之间完全消除距离和摩擦。更加严重的是，地球联合军和札夫特（ZAFT）都未能严格遵守尤尼乌斯条约有关军事方面的规定，新一代机动兵器的研发标志着两者之间的暗中对抗和军备升级竞赛仍在持续。通往和平的道路，依旧漫长而充满了荆棘。